# 294295 Brodardmarc
294295 Brodardmarc este un asteroid din centura principală de asteroizi.

## Descriere
294295 Brodardmarc este un asteroid din centura principală de asteroizi. A fost descoperit pe 1 noiembrie 2007 la Marly de Peter Kocher. Asteroidul prezintă o orbită caracterizată de o semiaxă mare de 2,56 ua, o excentricitate de 0,32 și o înclinație de 2,6° în raport cu ecliptica.